# British Caledonian
British Caledonian fou una aerolínia britànica que operava vols a Nord-amèrica, Sud-amèrica, Europa, Àfrica i l'Orient Pròxim. Es posà en marxa el 1970 amb la base d'operacions a l'Aeroport de Londres-Gatwick. A la dècada del 1970, amplià ràpidament la seva gamma de destinacions a diversos continents i esdevingué coneguda arreu del món com aerolínia insígnia del Regne Unit. Tanmateix, a la dècada posterior, British Airways li anà guanyant terreny a poc a poc, fins que el 1987 acabà adquirint British Caledonian.